# Big Bear Choppers
A Big Beat Choppers egy amerikai (Kalifornia) motorkerékpár-manufaktúra. 1998-ban alapította az Alsop házaspár (Kevin és Mona Alsop). Tizenöt alaptípust gyártanak, amelyet az Athena, Sled, Paradox ProStreet, Screamin Demon, Miss Behavin, Merc, Reaper, Venom, Devil’s Advocate, GTX Bagger. Noha közvetlenül a Big Bear Choppers nem értékesít a fogyasztóknak, hivatalos viszonteladóik tizennégy országban megtalálhatóak a világban. A Big Bear Choppers mindössze egy bemutatótermet működtet kaliforniai Big Bear Lake-ben.

## Külső hivatkozások
https://web.archive.org/web/20100305014414/http://www.bigbearchoppers.com/